# Johannes Tapissier
Johannes Tapissier   (Noyers, 1370 (Gregorià) - agost 1410) va ser un compositor i professor francès de l'edat mitjana tardana, en el període de transició a l'estil renaixentista. Va ser un dels primers membres de l'escola borgonyesa, el grup de compositors associats amb els Ducs de Borgonya, i d'on va desenvolupar l'estil Franco-flamenc.
El primer rècord de la seva vida és de 1391, quan va ser contractat com a "valet de Chambre" i compositor per a la cort de Felip II el temerari. Va anar amb el Duc en els seus viatges, anant a Avinyó almenys dues vegades (1391, i novament en 1395), on va trobar indubtablement els compositors i la música del repertori d'Avinyó; Avinyó llavors va ser el centre de la composició de l'estil del maneristic Ars subtilior. Va ser potser un dels contribuents al repertori, però si va deixar qualsevol música secular, o qualsevol música en el complex, estil amanit, s'ha perdut o es manté en l'anonimat.
L'anònim "Règles de la seconde rhétorique", escrit cap al 1400, enumera Tapissier com un dels més famosos poetes, cantants i compositors francesos de l'època. Al voltant del temps que es va escriure aquest relat, i a la primera dècada del segle xv, Tapissier va dirigir una escola de cant a París; els registres de la cort de Borgonya indiquen que van enviar allà nois per aprendre a cantar. El punt àlgid del desenvolupament de la capella de la cort de Borgonya va ser el 1404, abans de la mort de Felip, quan va superar en esplendor les capelles de l'antí-papa a Avinyó i el rei de França, i molts estudiants de Tapissier haurien contribuït a aquest desenvolupament. Altres registres judicials demostren que els seus estudiants van fer "audicions" per a Joan Sense Por, el nou duc de Borgonya, el 1408, i van actuar als serveis més tard aquell mateix any. Tapissier va morir l'agost de 1410, però no han aparegut detalls sobre les circumstàncies.
Tapissier es troba entre els músics esmentats per Martin le Franc en el seu poema llarg, Le Champion des dames:
- Tapissier, Carmen, Césaris
- N'a pas longtemps si ben chanterrent
- Qu'ilz esbahirent tout Paris

- (Tapissier, Carmen i Césaris,
- No fa gaire van cantar tan bé,
- Que van sorprendre tot París)

## Música
Només tres peces de Tapissier han sobreviscut: dos moviments de misses (un Credo i un Sanctus) i un motet isorítmic que lamenta el Cisma Occidental que dividia l'Església catòlica romana. Baude Cordier, un dels compositors de l'ars subtil, va escriure un Glòria que forma una parella probable amb el Credo de Tapissier
Totes les seves composicions són per a tres veus. Tot i que són tots sagrats, estilísticament s'assemblen més als "chansons" de l'època que a la majoria dels altres moviments de misses.